# タシュクルガン・クンジュラブ空港
タシュクルガン・クンジュラブ空港（英語: Tashkurgan Khunjerab Airport、中国語: 塔什库尔干红其拉甫机场、ウイグル語: تاشقۇرغان قونجىراپ ئايروپورتى）は、中華人民共和国新疆ウイグル自治区タシュクルガン・タジク自治県に位置する支線空港。

当空港は中国最西端に位置する空港であると同時に、新疆ウイグル自治区内では初めてとなる高高原空港でもある。

## 沿革
- 2020年4月26日：着工が開始される[4]。
- 2022年5月19日：工事が完成し、試験飛行が開始される[5]。
- 2022年12月23日：正式開港[6]。

## 就航航空会社と就航路線
| 航空会社     | 就航地               |
| ------------ | -------------------- |
| 中国南方航空 | ウルムチ、カシュガル |
| 成都航空     | カシュガル           |